# Савкалар
Савкалар (на гръцки: Καστράκι, Кастраки, до 1927 година Σαβκαλάρ) е бивше село в Гърция, част от дем Бук на област Източна Македония и Тракия.

## География
Селото е разположено североизточно от Драма.

## История
В началото на XX век селото е турско. В 1913 година попада в Гърция. В 1923 година по силата на Лозанския договор жителите на селото като мюсюлмани са изселени в Турция и на тяхно място са заселени гърци бежанци. В 1927 година името на селото е сменено на Кастраки. В 1928 година селото е закрито, слято с Нусретли.
| Година    | 1913 | 1920 | 1928 | 1940 | 1951 | 1961 | 1971 | 1981 | 1991 | 2001 | 2011 | 2021 |
| --------- | ---- | ---- | ---- | ---- | ---- | ---- | ---- | ---- | ---- | ---- | ---- | ---- |
| Население | 70   | 66   |      |      |      |      |      |      |      |      |      |      |